# رباط شرف
رباط شرف کاروانسرایی در ۴۵ کیلومتری شهر سرخس است که به شیوهٔ رازی ساخته شده و نام معمار آن استاد محمد طرائقی سرخسی ذکر شده‌است. این اثر در تاریخ ۲۰ خرداد ۱۳۲۱ با شمارهٔ ثبت ۳۵۹ به‌عنوان یکی از آثار ملی ایران به ثبت رسیده‌است.
طبق مدارک و متون تاریخی بانی بنای کنونی «شرف الدین ابوطاهربن سعدالدین عل القمی» است که مدتی حکومت مرو و سرانجام صدرات سلطان سنجر را برعهده داشت. با توجه به کتیبهٔ موجود بنای رباط به سال ۵۴۹ هجری قمری در زمان سلطان سنجر سلجوقی با مصالح آجر و گچ ساخته شده‌است و بی‌شک یکی از شاهکارهای هنر ایرانی به‌شمار می‌رود.
این بنا در حاشیهٔ جادهٔ قدیم نیشابور-سرخس (جادهٔ ابریشم) و شش کیلومتری جادهٔ سرخس -مشهد بعد از تپه‌های کم ارتفاع روستای شورلق قرار دارد. شکل این رباط از دور به دژی بزرگ شبیه است؛ از داخل به مانند یک کاخ جلوه می‌کند.
این بنا دو صحن دارد و هر صحن دارای چهار ایوان به شکل چلیپا (صلیب) و شبستان می‌باشد و همچنین آجرچینی و کتیبه‌های آن جلوه ویژه‌ای دارد. در این رباط چند مسجد و محراب دیده می‌شود که همه با کتیبه‌های گلی و گچی تزئین شده‌اند. کتیبه‌ها عمدتاً باقی‌مانده از دوران سلجوقی هستند. در وسط رباط حوض بزرگ، در اضلاع جنوبی دو اصطبل برای استراحت اسب‌ها و در اطراف دهلیزهایی برای اسکان مسافران وجود دارد.

## ثبت در فهرست میراث جهانی
در ۲۶ شهریور ۱۴۰۲ در جریان چهل و پنجمین اجلاس کمیته میراث جهانی یونسکو در ریاض، رباط شرف به‌همراه ۵۳ کاروانسرای تاریخی دیگر (جمعاً ۵۴ کاروانسرا در ۲۴ استان ایران) تحت عنوان کاروانسراهای ایرانی در فهرست میراث جهانی قرار گرفتند. این مجموعه جهانی به عنوان بیستمین و هفتمین اثر جهانی کشور ایران شناخته می‌شود.